# Iwan Młodszy

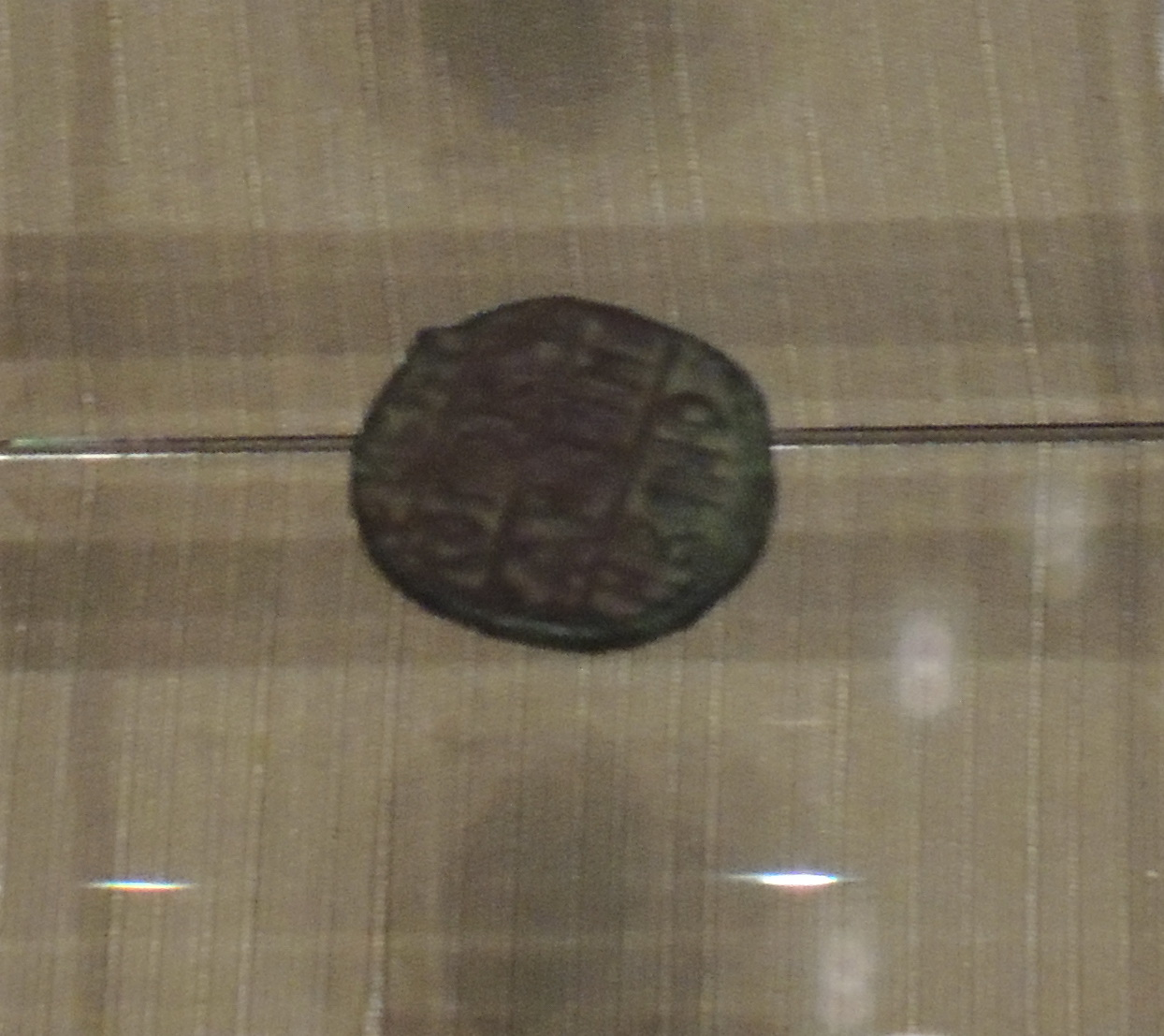
Zbiory muzeum w Twerze: Moneta wybita przed 1490 wymieniająca „wielkiego księcia Iwana Iwanowicza”

Iwan Iwanowicz Młodszy (ros. Иван Иванович Молодой; ur. 15 lutego 1458, zm. 6 marca 1490 w Twerze) – książę twerski, następca tronu Wielkiego Księstwa Moskiewskiego. W 1477 uczyniony współwładcą przez ojca.
Był jedynym synem cara Wszechrusi Iwana III Srogiego i jego pierwszej żony Marii Twerskiej, córki Borysa Aleksandrowicza, władcy Tweru. Od początku życia ojciec szykował Iwana do objęcia tronu i jako swojego następcę przedstawiał go publicznie. Brał udział w kampaniach wojennych ojca w 1468 przeciw Ibrahimowi Kazańskiemu i w 1471 przeciw Nowogrodowi. W 1476 i 1478 sprawował faktyczną władzę w Moskwie podczas wypraw wojennych Iwana III. Od 1477 roku nosił tytuł współwładcy, toteż wybijane monety wymieniały dwóch władców, a ambasadorowie reprezentowali dwóch monarchów.
W 1480 poprowadził liczne regimenty przeciw Ahmed-chanowi, który zbliżył się do rzeki Oki i stanął nad Ugrą. Do syna dołączył Iwan III, który szybko się wycofał, bojąc się o życie swoje i syna. Iwan III próbował zmusić syna do powrotu poprzez jego towarzysza, księcia Daniela Chołmskiego. Iwan Młodszy odmówił. Gdy Oka zamarzła, Iwan Młodszy na rozkaz ojca przeprawił się po niej do Borowska, skąd wspólnie mieli zaatakować Tatarów. Wkrótce jednak Ahmed-chan wycofał się, a kryzys zażegnano.
W 1485 roku został nagrodzony oddaniem władzy nad Twerem, niedługo wcześniej zdobytym przez jego ojca i zarazem rodzinnym miastem jego matki. Zdobycie ułatwił bezdzietna śmierć jego wuja Michała, księcia twerskiego. Niedługo później Iwan Młodszy zachorował na podagrę. Żydowski lekarz Iwana Młodszego imieniem Lebi Żydowin (Леби Жидовин) nie był w stanie określić przyczyn choroby, od której 5 marca 1490 umarł Iwan Młodszy i został skazany na śmierć przez Iwana III za nieudane leczenie. Istnieje hipoteza, że Iwan Młodszy został otruty przez otoczenie Zoe Paleolog, ale brak na to dowodów.
6 stycznia 1482 Iwan Młodszy ożenił się z Heleną (zm. 15 stycznia 1505), córką hospodara mołdawskiego Stefana III Wielkiego. Z tego związku pozostawił syna Dymitra Iwanowicza (1483-1509), który był następcą tronu od 1490 oraz nieznaną z imienia córkę (zm. 1540), żonę Fiodora Iwanowicza Mścisławskiego. Zdecydowaną przeciwniczką Dymitra była Zoe Paleolog, druga żona Iwana III Srogiego. W 1502 roku władca za jej namową uwięził Dymitra i jego matkę, a następcą tronu mianował Wasyla, najstarszego syna z drugiego małżeństwa. Dodatkowym pretekstem było wspieranie przez Helenę judaizującej herezji. Dymitr i Helena wkrótce zmarli w więzieniu, a wspierających ich bojarów spotkały surowe kary.